# Jozeffy Pál
Jozeffy Pál (Verbóc, 1775. január 31. – Tiszolc, 1848. március 29.) a Tiszai evangélikus egyházkerület püspöke 1823-tól haláláig.

## ÉLetútja
Jozeffy István és Waczula Borbála fia. Verbócon kezdte iskoláit. 1788-tól Pozsonyban tanult, majd 1794 elejétől nevelősködött, míg 1796 tavaszán a jenai egyetemen lépett a hallgatók közé. Miután több más egyetemet is meglátogatott, 1798 őszén visszatért hazájába. Itt megint nevelősködni kezdett, de már 1799-ben Szarvasra hívták tanítóképezdei és gazdasági iskolai tanárnak, egyúttal káplánnak. Innen 1801-ben Aszódra, 1808-ban Cinkotára ment lelkésznek, hol 1819-től a pesti egyházmegye főesperesi tisztét is viselte, de már 1820 szeptemberében Tiszolcon foglalt el lelkészi állást. 1823. január 25-én, a késmárki conventen püspökké választotta a tiszai egyházkerület. 1830-ban teológiai díszdoktorrá tette a jenai egyetem. 
Irodalmi téren keveset működött, mindössze a következők jelentek meg tőle:
- Beszéd Lyci Kristóf püspökké avatásakor (németül). (Besztercebánya, 1808.)
- Püspöki körlevél beiktatásakor (latinul). (Hely n. 1823.)
- Beszéd a tiszolci templom fölszentelésén (szlovákul). (Pest, 1833.)
- Püspöki levél a nyíregyháziakhoz (szlovákul). (Hely n. 1840.)
- Ev. énekeskönyv (szlovákul, Szeberényí Jánossal szerk.). (Pest, 1842.) (Több kiadást ért.) (Végén imák.)